# Backenwülster

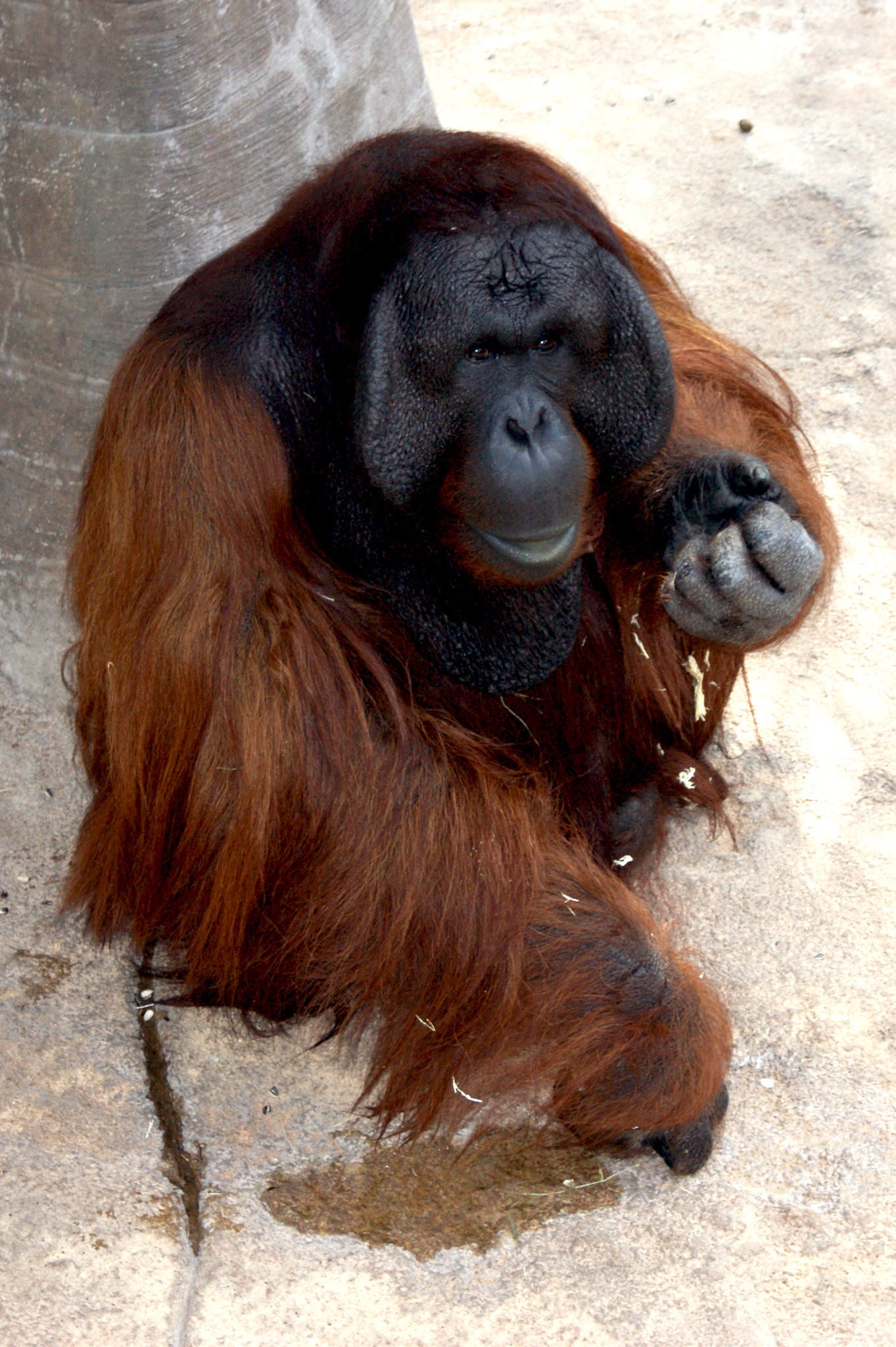
Ein Borneo-Orang-Utan als Backenwülster

Als Backenwülster bezeichnet man in der Zoologie ein ausgewachsenes männliches Alttier aus der Menschenaffenart der Borneo-Orang-Utans, das durch einen ausgeprägten Sexualdimorphismus in Erscheinung tritt.
Morphologisch tritt ein Backenwülster durch seine ausgeprägten unbehaarten Backenwülste in Erscheinung, die als sekundäres Geschlechtsmerkmal dienen. In freier Wildbahn kommt auf zehn Weibchen ein Backenwülster. Er dominiert eine Orang-Utan-Gruppe und wird bei der Paarung von weiblichen Artgenossen bevorzugt.